# KPop Demon Hunters
KPop Demon Hunters ist ein US-amerikanischer Animationsfilm von Sony Pictures Animation aus dem Jahr 2025, der für Netflix produziert wurde. Der Film handelt von der fiktiven K-Pop-Girlgroup Huntr/x, die ein Doppelleben als Dämonenjägerinnen führen und gegen eine rivalisierende Boyband, die Saja Boys, antreten, deren Mitglieder insgeheim Dämonen sind.
Der Film wurde am 20. Juni 2025 weltweit auf Netflix veröffentlicht und wurde von den Kritikern für seine Animation, seinen visuellen Stil, die Synchronisation, den Humor und die Musik gelobt. Auch der Soundtrack zum Film war ein großer Erfolg und erreichte die Top Ten mehrerer Musik- und Streaming-Charts, darunter Platz eins der deutschen Alben-Charts in Deutschland.

## Handlung
Jahrhundertelang haben Dämonen die Menschen gejagt und ihre Seelen an ihren Herrscher Gwi-Ma verfüttert. Eine Gruppe von drei Frauen erhob sich als Dämonenjägerinnen und verbannte die Dämonen von der menschlichen Welt, indem sie eine magische Barriere schuf, die als Honmoon bekannt ist. Ihr Vermächtnis wurde über Generationen hinweg fortgesetzt, wobei jedes neue Trio seine Gesangsstimme einsetzte, um den Honmoon zu erhalten.
In der Gegenwart besteht das Trio aus Rumi, Mira und Zoey, die die K-Pop-Girlgroup Huntr/x bilden. Nach Abschluss ihrer Welttournee bereiten sich Huntr/x auf die Veröffentlichung ihrer neuen Single "Golden" vor. Bei einem Auftritt verliert Rumi ihre Stimme, weil sie insgeheim zum Teil ein Dämon ist, was nur Celine, Rumis Pflegemutter, und ehemalige Dämonenjägerin, weiß.
Im Dämonenreich ist Gwi-Ma wütend über die Misserfolge seiner Untergebenen. Ein Dämon namens Jinu schlägt eine neue Strategie vor: Er will eine K-Pop-Boygroup, die Saja Boys, gründen, um den Fans die Energie zu entziehen und den Honmoon zu schwächen. Im Gegenzug soll Gwi-Ma seine menschlichen Erinnerungen löschen. Huntr/x treffen auf die Saja Boys und entdecken schnell ihre wahre Natur, können sie aber während eines Handgemenges nicht aufhalten. Jinu entdeckt Rumis dämonische Natur während des Kampfes, hilft aber, sie vor ihren Bandmitgliedern zu verbergen.
Bei einem privaten Treffen erzählt Jinu Rumi, dass die Dämonen durch die Stimme von Gwi-Ma von Gefühlen der Scham und des Kummers versklavt werden. Er enthüllt, dass Gwi-Ma ihm 400 Jahre zuvor eine schöne Stimme verliehen hat, die ihm und seiner Familie half, sich aus der Armut zu befreien, ihn dann aber in das Reich der Dämonen verdammte. Jinu lebt nun mit Schuldgefühlen wegen des anschließenden Untergangs seiner Familie.
Während die Idol Awards näher rücken, produzieren Huntr/x in aller Eile einen neuen Song, "Takedown", um die Saja Boys bloßzustellen, während die Popularität der Boygroup in die Höhe schießt. Mira wird misstrauisch gegenüber Rumi, als sie sich fragt, ob "Takedown" zu hasserfüllt gegenüber Dämonen ist. Hin- und hergerissen zwischen ihren Identitäten, schlägt Rumi Jinu einen Plan vor: Wenn er Huntr/x hilft, die Idol Awards zu gewinnen und den Honmoon zu stärken, könnte er frei in der Menschenwelt bleiben.
Als der Honmoon geschwächt wird und immer mehr Menschenseelen von Dämonen gestohlen werden, besteht Mira gegenüber Rumi darauf, dass sie die Rettung von Menschenleben über das Umschreiben von "Takedown" stellen. Rumi vertraut Jinu an, dass ihre Scham über ihre Herkunft ihre Stimme geschwächt hat, aber das Gespräch mit ihm habe sie geheilt. Nach einem gemeinsamen Spaziergang vertraut Jinu ihr an, dass er keine Stimmen mehr hört und beschließt, den Plan der Saja Boys zu sabotieren. Doch Gwi-Ma ruft Jinu zu sich und erinnert ihn an ihre Abmachung und die Wahrheit, die er verbirgt: Er hat seine Familie freiwillig verlassen, als er berühmt wurde.
Bei den Idol Awards erscheinen die Saja Boys nicht, und Huntr/x treten mit "Golden" auf, um für Einigkeit statt Hass zu werben. Doch von Jinu geschickte Betrügerdämonen trennen Mira und Zoey von Rumi und geben sich dann als die beiden aus, um Rumi dazu zu bringen, "Takedown" aufzuführen, bei dem sie ihre Dämonenmale enthüllen. Sie flieht von der Bühne und trifft auf die echten Mira und Zoey, die sich verraten fühlen, als sie von ihrer Herkunft und ihrem Zusammenspiel mit Jinu erfahren. Rumi konfrontiert Jinu damit, dass er sie ausgetrickst hat und dieser gibt zu, dass er über seine Vergangenheit gelogen hat.
Gwi-Ma legt eine Trance über Mira, Zoey und die Öffentlichkeit, um sie zur letzten Aufführung der Saja Boys zu locken, die den Honmoon zerstören soll. Rumi trifft sich mit Celine und bittet sie, ihr Leben zu beenden, da sie ein Halbdämon ist. Celine lehnt ab und bietet an, die Ereignisse zu verheimlichen, aber Rumi wirft Celine vor, sie nie richtig geliebt zu haben, bevor sie sie verlässt.
Rumi unterbricht den Auftritt der Saja Boys mit einem neuen Lied, das von Scham und Angst handelt, was Gwi-Mas Trance unterbricht. Wieder vereint, schlagen Huntr/x zurück und befreien die Menge. Der nun reumütige Jinu opfert sich, um Rumi vor Gwi-Ma zu retten und überträgt seine wiederhergestellte Seele auf sie. Die gestärkten Huntr/x besiegen Gwi-Ma und die Saja Boys, versiegeln schließlich die Dämonen und schaffen einen neuen Honmoon.

## Synchronisation
Die deutschsprachige Synchronisation entstand nach dem Dialogbuch und unter der Dialogregie von Friedel Morgenstern durch die VSI Synchron GmbH in Berlin.
| Rolle   | Originaldarsteller   | Deutsche Besetzung        |
| ------- | -------------------- | ------------------------- |
| Rumi    | Arden Cho            | Jodie Blank               |
| Rumi    | Ejae (Gesang)        |                           |
| Jinu    | Ahn Hyo-seop         | Roman Wolko               |
| Jinu    | Andrew Choi (Gesang) |                           |
| Mira    | May Hong             | Esra Vural                |
| Mira    | Audrey Nuna (Gesang) |                           |
| Zoey    | Ji-young Yoo         | Friedel Morgenstern       |
| Zoey    | Rei Ami (Gesang)     |                           |
| Celine  | Kim Yunjin           | Victoria Sturm            |
| Romance | Joel Kim Booster     | Manuel Elsherif           |
| Romance | Samuil Lee (Gesang)  |                           |
| Bobby   | Ken Jeong            | Christian Zeiger          |
| Gwi-Ma  | Lee Byung-hun        | Sebastian Christoph Jacob |

## Hintergrund
Im März 2021 wurde bekannt gegeben, dass ein Film mit dem Arbeitstitel K-Pop: Demon Hunters bei Sony Pictures Animation in Arbeit ist. Maggie Kang und Chris Appelhans würden Regie führen, während das Autorenduo Hannah McMechan und Danya Jimenez das Drehbuch schreiben und Aron Warner und Michelle Wong als Produzenten fungieren würden. Mingjue Helen Chen und Ami Thompson wurden als Produktionsdesigner bzw. Art Director angekündigt.
Ursprünglich sollte der Film im Kino erscheinen, jedoch wurde er im Februar 2023 bei Netflix angekündigt. Der Film erschien am 20. Juni 2025 auf dem Streamingkanal. Zusätzlich hatte KPop Demon Hunters einen begrenzten Kinostart in ausgewählten Kinos in Kalifornien und New York.
Die drei Mitglieder von Huntr/x wurden nach dem Vorbild von K-Pop-Girlgroups wie Itzy, Blackpink und Twice gestaltet. Der Charakter von Mira wurde vom koreanischen Model Ahn So-yeon inspiriert. Die Saja Boys wurden von koreanischen Boybands wie Tomorrow X Together, BTS, Stray Kids, Ateez, BigBang und Monsta X inspiriert. Der koreanische Schauspieler und Sänger Cha Eun-woo war ein wichtiger Einfluss für Jinu, den Anführer der Gruppe. Jinu ist der einzige Saja Boy, der „einen echten Namen hat“, während „die restlichen Bandmitglieder Namen haben, die eher K-Pop-Archetypen beschreiben“.

## Soundtrack
Der Soundtrack zu KPop Demon Hunters erschien am 20. Juni 2025 bei Republic Records (Katalognummer: 0602478547911).

### Titelliste
1. Takedown – Twice, Jeongyeon, Jihyo & Chaeyoung
2. How It's Done – Huntr/X (Ejae, Audrey Nuna & Rei Ami)
3. Soda Pop – Saja Boys (Andrew Choi, Neckwav, Danny Chung, Kevin Woo, SamUil Lee)
4. Golden – Huntr/X
5. Strategy – Twice
6. Takedown – Huntr/X
7. Your Idol – Saja Boys
8. Free – Rumi (Ejae) & Jinu (Andrew Choi)
9. What It Sounds Like – Huntr/X
10. Love, Maybe – MeloMance
11. Path – Jokers
12. Score Suite – Marcelo Zarvos

### Kommerzieller Erfolg
In Deutschland stieg der Soundtrack auf Platz neun der Albumcharts ein und avancierte in der Folgewoche zum Nummer-eins-Erfolg. Der letzte Nummer-eins-Erfolg eines Soundtracks gelang Fifty Shades of Grey – Befreite Lust (Februar 2018). Gleichzeitig platzierten sich sieben Titel des Albums in den deutschen Singlecharts. Nach sechs Wochen in den Charts erreichte Golden Platz 1 der Single-Charts und ist somit der erste Song einer K-Pop-Formation auf diesem Platz.
In den US-amerikanischen Billboard 200 debütierte der Soundtrack auf Platz acht und war der erste, der im Kalenderjahr die Top 10 erreichte. Seine beste Platzierung gelang dem Album mit Rang zwei in der dritten Chartwoche.
Album

| Jahr | Titel Musiklabel                    | Höchstplatzierung, Gesamtwochen, AuszeichnungChartplatzierungen (Jahr, Titel, Musiklabel, Platzierungen, Wochen, Auszeichnungen, Anmerkungen) | Höchstplatzierung, Gesamtwochen, AuszeichnungChartplatzierungen (Jahr, Titel, Musiklabel, Platzierungen, Wochen, Auszeichnungen, Anmerkungen) | Höchstplatzierung, Gesamtwochen, AuszeichnungChartplatzierungen (Jahr, Titel, Musiklabel, Platzierungen, Wochen, Auszeichnungen, Anmerkungen) | Höchstplatzierung, Gesamtwochen, AuszeichnungChartplatzierungen (Jahr, Titel, Musiklabel, Platzierungen, Wochen, Auszeichnungen, Anmerkungen) | Höchstplatzierung, Gesamtwochen, AuszeichnungChartplatzierungen (Jahr, Titel, Musiklabel, Platzierungen, Wochen, Auszeichnungen, Anmerkungen) | Anmerkungen |
| Jahr | Titel Musiklabel                    | DE | AT | CH | UK | US | Anmerkungen |
| ---- | ----------------------------------- | --- | --- | --- | --- | --- | ----------- |
| 2025 | KPop Demon Hunters Republic Records | DE1 (… Wo.)DE | AT1 (… Wo.)AT | CH1 (… Wo.)CH | UK— a GoldUK | US2 (… Wo.)US |             |

Lieder

| Jahr | Titel               | Höchstplatzierung, Gesamtwochen, AuszeichnungChartplatzierungen (Jahr, Titel, , Platzierungen, Wochen, Auszeichnungen, Anmerkungen) | Höchstplatzierung, Gesamtwochen, AuszeichnungChartplatzierungen (Jahr, Titel, , Platzierungen, Wochen, Auszeichnungen, Anmerkungen) | Höchstplatzierung, Gesamtwochen, AuszeichnungChartplatzierungen (Jahr, Titel, , Platzierungen, Wochen, Auszeichnungen, Anmerkungen) | Höchstplatzierung, Gesamtwochen, AuszeichnungChartplatzierungen (Jahr, Titel, , Platzierungen, Wochen, Auszeichnungen, Anmerkungen) | Höchstplatzierung, Gesamtwochen, AuszeichnungChartplatzierungen (Jahr, Titel, , Platzierungen, Wochen, Auszeichnungen, Anmerkungen) | Anmerkungen                                |
| Jahr | Titel               | DE | AT | CH | UK | US | Anmerkungen                                |
| ---- | ------------------- | --- | --- | --- | --- | --- | ------------------------------------------ |
| 2025 | Golden              | DE1 (… Wo.)DE | AT2 (… Wo.)AT | CH2 (… Wo.)CH | UK1 Silber · (… Wo.)UK | US1 (… Wo.)US | Charteinstieg: 4. Juli 2025                |
| 2025 | Your Idol           | DE15 (… Wo.)DE | AT16 (… Wo.)AT | CH36 (… Wo.)CH | UK7 (… Wo.)UK | US4 (… Wo.)US | Charteinstieg: 4. Juli 2025                |
| 2025 | How It’s Done       | DE17 (… Wo.)DE | AT22 (… Wo.)AT | CH35 (… Wo.)CH | UK29 (3 Wo.)UK | US14 (… Wo.)US | Charteinstieg: 4. Juli 2025                |
| 2025 | What It Sounds Like | DE30 (… Wo.)DE | AT35 (… Wo.)AT | CH55 (… Wo.)CH | — | US24 (… Wo.)US | Charteinstieg: 4. Juli 2025                |
| 2025 | Soda Pop            | DE20 (… Wo.)DE | AT29 (… Wo.)AT | CH43 (… Wo.)CH | UK6 (… Wo.)UK | US10 (… Wo.)US | Charteinstieg: 11. Juli 2025               |
| 2025 | Takedown            | DE29 (… Wo.)DE | AT45 (1 Wo.)AT | — | — | US26 (… Wo.)US | Charteinstieg: 11. Juli 2025               |
| 2025 | Free                | DE53 (… Wo.)DE | AT74 (1 Wo.)AT | CH82 (… Wo.)CH | UK92 (1 Wo.)UK | US25 (… Wo.)US | Charteinstieg: 11. Juli 2025               |
| 2025 | Takedown            | — | — | — | UK35 (… Wo.)UK | US60 (… Wo.)US | Charteinstieg: 19. Juli 2025 Twice-Version |

Auszeichnungen für Musikverkäufe
| Goldene Schallplatte - Neuseeland - 2025: für die Single Golden - 2025: für das Lied Soda Pop - 2025: für das Lied Your Idol |

Anmerkung: Auszeichnungen in Ländern aus den Charttabellen bzw. Chartboxen sind in ebendiesen zu finden.
| Land/RegionAuszeichnungen für Musikverkäufe (Land/Region, Auszeichnungen, Verkäufe, Quellen) | Silber  | Gold     | Platin | Verkäufe | Quellen          |
| -------------------------------------------------------------------------------------------- | ------- | -------- | ------ | -------- | ---------------- |
| Neuseeland (RMNZ)                                                                            | —       | 3× Gold3 | —      | 45.000   | radioscope.co.nz |
| Vereinigtes Königreich (BPI)                                                                 | Silber1 | Gold1    | —      | 300.000  | bpi.co.uk        |
| Insgesamt                                                                                    | Silber1 | 4× Gold4 | —      |          |                  |

## Rezeption

### Kritiken
Auf dem Rezensionsaggregator Rotten Tomatoes hat der Film eine Zustimmungsrate von 96 % basierend auf 46 Rezensionen mit einer durchschnittlichen Bewertung von 9,00/10. Auf Metacritic erreichte er eine Punktzahl von 76 von 100 basierend auf sechs Kritiken, was auf eine „positive Bewertung“ hinweist.

### Abrufzahlen
In den ersten drei Tagen nach Veröffentlichung wurde der Film von 9,2 Millionen Zuschauern abgerufen. In der darauffolgenden Woche kamen 24,2 Millionen Abrufe dazu. In der dritten Woche wollten weitere 22,7 Millionen Zuschauer den Film sehen. Mit 158,8 Millionen Zuschauern erreichte der Film Platz vier der erfolgreichsten Filme von Netflix.